# المدرسة العليا لعلوم وتقنيات الصحة بتونس
المدرسة العليا لعلوم وتقنيات الصحة بتونس هي إحدى المؤسسات التعليمية التابعة لجامعة تونس المنار، وهي تحت الإشراف المشترك بين وزارتي التعليم العالي والبحث العلمي والتكنولوجيا من جهة ووزارة الصحة من جهة ثانية.
تأسست بمقتضى القانون 89/103 المؤرخ في 11 ديسمبر 1989.